# Christian Kracht
Christian Kracht (Saanen, 1966. december 29. –) svájci író.

## Fiatalkora és iskolái
Kracht a Bern kantoni Saanenben született. Édesapja, idősebb Christian Kracht az Axel Springer kiadóvállalat vezető képviselője volt az 1960-as években. Kracht a Schule Schloss Salembe járt Baden-Württembergben, Németországban, és a Lakefield College Schoolba Ontarioban, Kanadában. A New York-i Sarah Lawrence College-ban szerzett diplomát 1989-ben.

## Újságírói karrier
Újságíróként dolgozott számos németországi magazinnál és újságnál, köztük a Der Spiegelnél. Az 1990-es évek közepén Újdelhiben élt és dolgozott a Spiegel indiai tudósítójaként. Kracht ezután Bangkokba költözött, ahonnan Délkelet-Ázsia számos más országába látogatott el, és utazási vignettákat írt, amelyeket a Welt am Sonntag című újságban közöltek, majd 2000-ben a Der gelbe Bleistift (A sárga ceruza) című könyvben foglalták össze. 2006 novemberében Kracht a Frankfurter Allgemeine Zeitung rendszeres rovatvezetője volt. Kéthetente megjelenő rovata, amely eredetileg a Levél a... címet viselte, később Levél a múltból címet kapta. Olyan különböző helyekre is elutazott és írt írásokat, mint a Pandzsír-völgy, Mogadishu, a Kilimandzsáró hegye és az iraki Imam Ali szentély szafavida építészete.
1998-ban Eckhart Nickellel) közösen írta meg a Ferien für immer (Állandó vakáció) című kötetet, amely „a világ legkellemesebb helyeiről” szóló elmélkedések gyűjteménye. 1999-ben Kracht részt vett a Tristesse Royale című előadásban Stuckrad-Barre, Joachim Bessing, Eckhart Nickel és Alexander, Schönburg-Glauchau grófja társaságában. A könyv a közreműködők által készített hangfelvétel szerkesztett átirata, amelyen a globalizált populáris kultúráról beszélgetnek, miközben a berlini Hotel Adlonban szálltak meg. Egyes kommentátorok számára ez a kiadvány jelentette az úgynevezett popliteratur csúcspontját – egy olyan irodalmi marketingjelenséget, amelynek Kracht volt az állítólagos vezéralakja. A szerző többször is elhatárolódott ettől a jelzőtől, és például megtagadta az engedélyt arra, hogy művét újra kiadják egy ilyen műfajú antológiában. Mindezek ellenére Kracht volt a szerkesztője a Mesopotámia című antológiának, amely a popirodalomhoz kötődő szerzők – többek között Rainald Goetz, Andreas Neumeister és Benjamin von Stuckrad-Barre – novelláinak, töredékeinek és fotómontázsainak gyűjteménye. Először „Ernste Geschichten am Ende des Jahrtausends” („Komoly történetek az ezredfordulón”) alcímmel jelent meg, de ezt az alcímet a Deutsche Taschenbuch Verlag 2001-es újrakiadásakor elhagyta az „Avant-Pop-olvasó” helyett. Az átcímkézés nevezetesen egybeesett a „popirodalom” fogalmának az új évszázad első éveiben bekövetkezett leáldozó aktualitásával.
2004 szeptembere és 2006 júniusa között a Kracht Eckhart Nickellel együttműködve kiadta a Der Freund független irodalmi folyóiratot. Kezdetben Katmanduban élt, miközben a magazin szerkesztőjeként dolgozott, majd a politikai zavargások idején elhagyta Nepált. A főként német nyelvű magazin végül San Franciscóban készült el, az eredeti terveknek megfelelően összesen nyolc kiadással. A magazinban rendszeresen megjelentek Ira Cohen, Reinhold Messner, Ian Buruma, Stanislav Lem, Karlheinz Stockhausen, Alain Robbe-Grillet, Rem Koolhaas, Momus, David Woodard és Eduardo Kac. Ez idő alatt David Woodard amerikai üzletemberrel együtt Kracht beszámolt Aleister Crowley egykori cefalui tartózkodási helyéről.
2007 februárjában jelent meg a Metan (Metán) című könyve, amely egy Ingo Niermannal közös Kilimandzsáró-mászó expedíció eredménye. A könyv azt állítja, hogy a metángáznak a Föld légkörére gyakorolt hatása egy hatalmas kozmikus összeesküvés része. A korai vélemények a kritikustól a megdöbbentig terjedtek, az egyik „großer Quatsch”-ként ("egy rakás ostobaság") jellemezte a művet. Egy másik kritikus a könyvet a „riogatás paródiájának” nevezi, és azt javasolja, hogy vegyük viccnek: „De ha ezt a könyvet viccnek vesszük, akkor valószínűleg nem rossz vicc”.
Kracht 2012-ben Öt év címmel publikált egy Woodarddal folytatott levélváltást. Bár ez a szöveg alapvetően performansz jellegű, levelezésük egyes epizódjait vitathatónak ítélték, különösen a Nueva Germaniára való utalásokat. 2012 februárjában Georg Diez a Der Spiegelben úgy vélekedett, hogy az Öt év leleplezi a rasszista, jobboldali szimpátiákat, amelyek állítólag jelen vannak Kracht legutóbbi regényében, az Imperiumban. Ezt a nézetet a német nyelvű újságokban és folyóiratokban zajló hosszan tartó irodalmi vita során mind az elismert kritikusok, mind a szerzők széles körben vitatták.

## Magánélete
Kracht feleségül vette Frauke Finsterwalder német filmrendezőt, akivel 2009-ben született egy lánya. Zürichben élnek.

## Recepció
Kracht regényei pasztichek; a „magas” és az „alacsony” kultúra területeiről kisajátított hatások játékos keveréke. Így Kracht írásai elidegenítő utalásokat tartalmaznak más művekre, többek között Thomas Mann Varázshegyére, Robert Byron finoman ironikus utazási naplóira és Hergé Tintin kalandjai sorozatára. Továbbá a ligne claire rajzstílust használják a Ferien für immer (1998) első kiadásának illusztrációin (Dominik Monheim), valamint a Der gelbe Bleistift (Hugo Pratt) és az Imperium eredeti borítójánál is. Hugo Pratt számos karaktere viszont megjelenik az Imperiumban.
Kracht megerősítette, hogy az író „mindig íróként teljesít”. Előadása meggyőző, és sikeresen rávette a recenzenseket, hogy néha figyelmen kívül hagyják a szerző és a narrátor közötti különbséget, és tévesen azonosítsák Kracht Faserland című debütáló regényének önéletrajzi főszereplőjét. Időnként ellentmondásos alakja volt a modern német nyelvű irodalomnak. Az interjúkban tett kijelentéseinek értelme nem mindig nyilvánvaló; a tálib vezető Omar molla (és értelemszerűen maguk a tálibok) „campnak” nevezett jellemzését talán egy csipetnyi sóval kell kezelni: ebben az esetben az erkölcsi értékek a médiaesztétika után a második helyre kerülnek. Hasonló elv érvényes Kracht előszavára a Die totale Erinnerung című 2006-os illusztrált könyvhöz, amelyben Kim Dzsong Il Észak-Koreáját gigantikus szimulációként említi, miközben az észak-koreai tényleges szenvedésekről való nyilvánvaló tudatlansága felháborított néhány kommentátort.

## Színpadi adaptációk és forgatókönyvek
2004 óta az 1979-es regény színpadi változatát Matthias Hartmann rendezésében Zürichben, Bochumban és Hannoverben is bemutatták. 2009-ben a darabot a bécsi Burgtheaterben mutatták be, míg az Ich werde hier sein im Sonnenschein und im Schatten színpadi változatát a bázeli, stuttgarti és berlini színházak is bemutatták. 2015-ben a németországi hamburgi Thalia Színházban bemutatták az Imperium dramatizált változatát. A Die Toten (Holtak) színpadi változatát 2017 decemberében mutatták be a svájci fővárosban, a Bern Színházban.
Kracht társszerzője volt a 2013-as Finsterworld című film forgatókönyvének, amelyet felesége, Frauke Finsterwalder rendezett. A pár társszerzője volt Finsterwalder második játékfilmjének, a Sisi & I-nek, az Erzsébet osztrák császárnőről szóló életrajzi filmnek, amelyet a 73. Berlini Nemzetközi Filmfesztiválon mutattak be 2023. február 19-én.
Kracht 2021-es Eurotrash című regényét Jan Bosse adaptálta színpadra a berlini Schaubühnében, 2021. november 18-án mutatták be, ahol folyamatosan fut. A bécsi Burgtheaterben Itay Tiran izraeli rendező, a hamburgi Thalia Színházban pedig Stefan Pucher osztrák rendező vitte színpadra a különböző adaptációkat.

## Könyvei
- Faserland (regény), 1995
- Ferien für immer (útleírás Eckhart Nickellel(wd)), 1998
- Mesopotamia. Ein Avant-Pop-Reader (as publisher, anthology), 1999
- Tristesse Royale (with Joachim Bessing, Eckhart Nickel, Alexander von Schönburg(wd) and Benjamin von Stuckrad-Barre), 1999
- Der gelbe Bleistift (útleírás), 2000
- 1979 (regény), 2001
- Die totale Erinnerung. Kim Jong Ils Nordkorea, 2006. Released in English with Feral House as The Ministry of Truth. ISBN 978-1-932595-27-7
- New Wave. Ein Kompendium 1999–2006, 2006
- Metan (Ingo Niermannal(wd)), 2007
- Ich werde hier sein im Sonnenschein und im Schatten (regény), 2008
- Gebrauchsanweisung für Kathmandu und Nepal (travel writing/guide book to Nepal – with Eckhart Nickel), 2009
- Five Years: Briefwechsel 2004–2009. Band 1: 2004–2007 – with David Woodard, 2011, ISBN 978-3-86525-235-7
- Imperium (regény), 2012, ISBN 978-3-462-04131-6
- Finsterworld (screenplay), 2013
- The Dead (Die Toten) (regény), 2016
- Eurotrash (regény), 2021, ISBN 978-3-462-05083-7
- Air (regény), 2025, ISBN 978-3-462-00457-1

### Magyarul megjelent
- Imperium – M-érték, Budapest, 2016 · ISBN 9786155113802 · Fordította: Farkas Tünde
- Eurotrash – Typotex, Budapest, 2024 · ISBN 9789634933137 · Fordította: Tatár Sándor

## Fordítás
- Ez a szócikk részben vagy egészben  a   Christian Kracht című angol Wikipédia-szócikk fordításán alapul.  Az eredeti cikk szerkesztőit annak laptörténete sorolja fel. Ez a jelzés csupán a megfogalmazás eredetét és a szerzői jogokat jelzi, nem szolgál a cikkben szereplő információk forrásmegjelöléseként.